# Gwen Stacy
Gwendolyne „Gwen” Stacy a Marvel Comics kiadványának, a Pókembernek az egyik mellékszereplője. Megalkotói: Stan Lee (író) és Steve Ditko (rajzoló). Első megjelenése a The Amazing Spider-Man #31. számában történt 1965 decemberében.
Gwen, egy szőke, főiskolás diáklány vált Peter Parker (Pókember) első igaz szerelmévé. A Zöld Manó ölte meg őt (a The Amazing Spider-Man #121.-ben, 1973 júniusában). 
Mind a döntés, hogy megölik Gwent, mind a végrehajtás módja örökké ellentmondásos marad a rajongók körében, de a halála sarkalatos pont ugyanúgy Pókember, mint az amerikai képregények történetében. Többek szerint Gwen halála jelenti az úgynevezett ezüstkor végét a képregényekben. A Pókember-írók és rajongók sokat vitáznak azon, hogy ki Peter Parker igazi nagy szerelme: Gwen, vagy későbbi felesége, Mary Jane Watson, de az kétségtelen, hogy Gwen volt az első igaz szerelme. A 2007-ben bemutatott Pókember 3-ban Gwent Bryce Dallas Howard alakította, a 2012-es Pókember-filmben pedig Emma Stone kapta meg a szerepet.

## Háttér
Gwen először a The Amazing Spider-Man #31.-ben tűnt fel, 1965 decemberében. Peter Parker az Empire State University-n találkozott vele, ahol mindketten egyetemi hallgatók voltak.  Kezdetben Peter nagyon aggódott May nénikéje miatt, aki kórházban feküdt, így észre sem vette Gwen közeledését, aki ezért megharagudott rá. Flash Thompsonnal és Harry Osbornnal is barátkozott, de közben Peter tetszett neki. Lassan, fokozatosan ki is alakult közöttük valami: Gwent, akit tudományos tanulmányok miatt vonzott Peter intellektuális személyisége, amely merőben különbözött az olyan izomagyúakétól, mint Flash Thompson, vagy az olyan elit tanulókétól, mint Harry Osborn. A képregényben Gwen lett Peter első igaz szerelme – a kapcsolatuk szinte rögtön azután kezdődik el, hogy Peteré Betty Branttel véget ér. A kialakult kapcsolat szinte azonnal meg is szakad, amikor az agykontroll alatt lévő Stacy kapitány (Gwen apja) verekedést kezdeményez Peterrel, és ennek Gwen is szemtanúja lesz. Azt gondolván, hogy Peter támadt rá az apjára, szakít Peterrel. De végül megtudja az igazat, és kibékülnek. Peter rendszeresen elbizonytalanodik, amikor Flash Thompsont Gwennel látja, és ebből rengeteg félreértés keletkezik.
A románcuk még sokkal bonyolultabbá válik, amikor az apja, George Stacy rendőrkapitány meghal néhány lezuhanó kőtömbtől, amely Pókember és Dr. Octopus harcának következtében omlik le egy háztetőn lévő kéményből (The Amazing Spider-Man 90). Gwen Pókembert okolja a történtekért, amely visszaveti a kapcsolatukat egy időre. Gwen Angliába költözik, hogy felejtsen. Egyedül Peter miatt maradna, de hiába vár arra, hogy a fiú megkérje a kezét, vagy marasztalja, Peter a bűntudata miatt nem képes rávenni magát. Mire meggondolná magát, Gwen már elrepült Európa felé. Peter utánarepül Londonba, hogy láthassa, de kénytelen Pókemberként segíteni a helyi rendőrségnek, ami a tévébe is bekerül. Rájön, hogy ha ezek után megjelenne Gwennél, a lány azonnal kitalálná, hogy Peter a Pókember, így hazamegy anélkül, hogy látná őt. Gwen végül rádöbben, hogy hiba volt leánykérést elvárni Petertől, így visszarepül New Yorkba, és újra összejönnek.

## Halála
A The Amazing Spider-Man #121.-ben (1973. június - Gerry Conway író és Gil Kane rajzoló) a Zöld Manó – Norman Osborn, aki rájött, hogy Peter Parker a Pókember – foglyul ejti Gwen Stacy-t, és a Brooklyn-híd tetejére viszi (érdekesség, hogy az író a George Washington hidat jelölte meg helyszínül, de a rajzoló véletlenül a Brooklyn-hidat rajzolta le. A későbbi félreértések elkerülése végett a képregény újrakiadásaiban a szöveget átírták Brooklyn-hídra). Pókember megérkezik, hogy megküzdjön a Zöld Manóval, és amikor a Manó ledobja Gwent a híd tetejéről, Pókember egy szál hálóval kapja el az egyik lábát. Először meg van róla győződve, hogy megmentette a lányt, de amikor felhúzza a híd tetejére, rádöbben, hogy Gwen már meghalt. Peter nem tudja biztosan, hogy a zuhanásból való hirtelen megállás okozta-e a végzetét, de a Manó azt állította, hogy ilyen magasból való zuhanást senki sem élhetne túl – már a sokk végezne bárkivel (ezt az elméletet az 1994-ben kiadott Marvels című minisorozatban egy rendőr is megerősíti). Dühében Pókember bosszúból majdnem megöli a Zöld Manót, de végül nem képes megtenni. Bár Osborn látszólag meghal, amikor a saját röpdeszkája felnyársalja, amivel Pókembert próbálta megölni, közel háromszáz szám után visszatér még.
Gwen Stacy halálának óriási hatása volt a pókemberes rajongótáborra.  Előtte, leszámítva esetleg egy eredettörténet bizonyos részeit, a szuperhősök egyszerűen nem hibázhattak ekkorát. Sosem fordult elő, hogy egy szuperhős legfőbb szerelme ilyen hirtelen meghaljon, szinte figyelmeztetés, vagy előjel nélkül, ráadásul ennyire erőszakos halállal. Emiatt rengeteg rajongó és történészek is úgy gondolják, hogy Gwen Stacy halála az a pont, amit úgy neveznek, hogy a képregények Ezüstkorának vége. 
A való világban, James Kakalios fizikus rámutat a Szuperhősök fizikája című könyvében, hogy Newton mozgástörvényével megegyezően, a hirtelen megállás okozhatta Gwen halálát.  A Civil War: Casualties of War: Captain America/Iron Man (2007) című képregényben egyetértenek abban, hogy a halál legvalószínűbb oka a hirtelen megállás volt. A Peter Parker/Pókember egyik számában visszagondolnak erre a történetre, és megerősítik, hogy Gwen halálát Pókember egy előre nem látott hibája okozta: a hálója, amely kifejezetten Pókember számára készült (aki a megnövelt erejével képes volt magasról leugorva használni azt), de Gwen Stacy nyaka eltört a hirtelen rántástól. 
Miközben Pókember a Baljós Tizenkettő ellen harcolt, a Zöld Manó elkapta Mary Jane-t, és felvitte egy másik hídra, majd ugyanúgy ledobta, mint Gwent. Ezúttal Peternek sikerült megmentenie MJ-t, mert többszörös hálót használt – Mary Jane testének minden ízületét elkapta vele egyszerre, így véve le a terhet mindegyikről.

## Halála után
Gwen Stacy halálának rengeteg közvetlen következménye lett. Mary Jane Watson, Gwen közeli barátnője mély gyászba borul miatta, és sokkal komolyabb emberré válik. Gwen halála közelebb is hozza egymáshoz Petert és Mary Jane-t, amelyből később szerelem, majd házasság lesz, bár a házasságot végül eltörölték a Még egy nap című ellentmondásos történetben.
Gwen Stacy meggyilkolása a Zöld Manót Pókember legnagyobb ellenségévé „léptette elő”. Gwen halála előtt Dr. Octopus volt az igazi nemezis, de ezek után a Manó átvette tőle a szerepet. A Sakál, Miles Warren, Gwen korábbi professzora titokban szerelmes volt a lányba. A halálát követően szó szerint megőrült, felvette a Sakál álnevet és személyiséget – egyszerűen megszállottá vált Gwen irányába.
A Marvels minisorozat negyedik, befejező részében a fotós, Phil Sheldon összebarátkozik Gwennel, aki felmenti Pókembert – már nem hibáztatja őt az apja halála miatt. Gwen egyszerű hite a hősökben (amikor Namor herceg, a Torpedó megtámadja Manhattant az atlantiszi hadseregével) meggyőzi Sheldont a szuperhősök szándékáról – a kicsinyes féltékenység és rosszindulat ellenére -, hogy ők őszintén annak élnek, hogy az ártatlanokat védjék; az olyanokat, mint Gwen. Phil elhatározza, hogy ír egy könyvet, amelyben dicsőíti a hősöket, és azt, amit az emberiségért tesznek. De a Zöld Manó elrabolja Gwent, és túszként fogva tartja, hogy Pókembert odacsalja magához. Sheldon őrülten ugrik be egy taxiba, és követi őket a Brooklyn hídhoz. Végignézi, ahogy a Zöld Manó összecsap Pókemberrel, és látja, ahogy Gwen véletlenül lezuhan és meghal, annak ellenére – és tragikusan éppen azért -, mert Pókember kétségbeesetten megpróbálta megmenteni őt. Sheldon hite a szuperhősökben porrá tört, mert képtelen belenyugodni, hogy Pókembernek nem sikerült megmentenie Gwent, hisz ő nem ilyennek látta a szuperhősöket. Úgy dönt, hogy eleget tett, és nyugdíjba vonul, de előbb átadja a munkáját asszisztensének, Marcie-nek.

## Gwen-klón
Nagyjából két évvel a halála után, Gwen Stacy visszatér.  Teljesen egészséges ugyan, de semmire sem emlékszik a halála óta eltelt időből. A Sakálnak sikerült klónoznia Gwent, és felhasználta Pókember-ellenes hadjáratában, az eredeti Klón sztoriban. Annak a történetnek a végén a Gwen-klón elhagyja New Yorkot, hogy új életet kezdjen.
1988-ban, az The Evolutionary War című történetben az Evolúció Mestere, aki egykoron Miles Warren tanára volt, elkapta a Gwen-klónt. Feltett szándéka volt, hogy kideríti, hogy volt képes Warren egy tökéletes klónt előállítani. Rájön, hogy valójában sehogy: Warren feltalált egy genetikai vírust – a „Dögvész vírust” -, amely átalakít élőlényeket. Pókember, miközben átkutatja Warren régi laborját, felfedezi Dögvészt, a genetikai fegyvert, amelyet Warren fejlesztett ki. Régi diákját, Malcolm McBride-ot fecskendezte be a vírussal, akiből így a második Dögvész vált. 
Az Evolúció Mestere megmutatja Pókembernek, hogy az, akit eddig Gwen Stacy klónjának hitt, valójában egy Joyce Delaney nevű lány, akit Warren megváltoztatott. Az Evolúció Mesterének egyik követője állítólag visszaállította Delaney emlékeit, de később kiderül, hogy az Evolúció Mestere hazudott, és sohasem létezett Delaney nevű nő.
A második Klón sztori idején az eredeti Gwen-klón feleségül ment Warren professzor klónjához. Amikor megpillantja Peter Parker könyvét, a Hálókat, amely tele van Pókember-fotókkal, eszébe jut majdnem minden a korábbi életéről, és visszatér New Yorkba. Később, ugyanebben a történetben újra kilép Pókember életéből.

### Egyéb klónok
Egy újabb Gwen-klón tűnik fel a The Amazing Spider-Man #399.-ben (1995. március). Ez a klón azt hiszi magáról, hogy ő az igazi Gwen Stacy. De a történet következő részében, a Spider-Man #56.-ban (1995. március) meghal klón degeneráció következtében. A második klón-sztoriban a Sakál klónja megpróbál még néhány Gwen-klónt létrehozni, de elfelejtette a pontos formulát, és mindegyik teremtménye röviddel a születése után szétesik, degenerálódik. 
A Deadpool harmadik sorozat nulladik számából (1998. december) kiderül, hogy a gonosz genetikus, Arnim Zola begyűjtött magának néhány DNS mintát különböző egyénektől, klónozási célokból. Ezeket a kísérleteket fedezte fel Deadpool. Talált ott négy Gwen-klónt is. Zola hagyta, hogy Deadpool elvigye mind a négy Gwent San Franciscóba, a székhelyére, ahol az lett a feladatuk, hogy szórakoztassák és ellássák őt. Később repülőgép szerencsétlenségben meghaltak.

## Spiderman: Blue
Gwen, és kisebb mértékben Mary Jane áll a középpontjában a nagy sikerű Pókember: Kék című minisorozatnak, amely 2002-ben jelent meg (Jeph Loeb – író, Tim Sale rajzoló alkotóktól), és újrameséli Peter kapcsolatát ezzel a két nővel. 
A történetet maga Peter meséli el, miközben Valentin nap alkalmából diktafonra mond egy szerelmes „levelet” a néhány évvel korábban meghalt szerelmének.

## Pókember: A múlt bűnei és A múlt emlékei
A múlt bűnei című történetből (The Amazing Spider-Man #509-514., 2004. augusztustól 2005. januárig, J. Michael Straczynski író és Mike Deodato jr. rajzoló) kiderül, hogy Gwen Stacynek van két gyereke Norman Osborntól, a Zöld Manótól. Gwen Franciaországban szülte meg az ikreket (akiknek a Gabriel és Sarah nevet adta), nem sokkal a halála előtt. Megesküdött, hogy Peterrel közösen fogja felnevelni őket, és látva, Norman hogyan bánik a saját beteg fiával, Harryvel, nem engedi, hogy Norman a közelükbe menjen. Osborn veszélyeztetve érezte az örököseinek sorsát, ezért megölte Gwent, majd ő maga nevelte fel az ikreket Európában. Norman sajátságos vérének köszönhetően az ikrek 2-3-szor gyorsabban fejlődtek, mint egy normális gyerek, és pár év alatt kamaszkorba léptek (állítólag 5 és 9 éves kor között lehetnek). Osborn azt mondta nekik, hogy Peter az igazi apjuk, aki elhagyta őket, és aki miatt az anyjuk meghalt.
Ezután Sarah és Gabriel New Yorkba jöttek, és rátámadtak Pókemberre, aki fokozatosan megtudta az igazi kilétüket. De Peter biztosra akart menni, ezért szerzett  Gwen sírjából egy DNS mintát, hogy összevesse az ikrekével. Eközben Mary Jane bevallotta, hogy tudott mindenről, de Gwen annyira zaklatott volt, annyira könyörgött neki, hogy ne árulja el, hogy évekig nem mondott semmit erről Peternek. Azt sem akarta, hogy bemocskolja vele annak a nőnek az emlékét, akit Peter legalább annyira szeretett – ha nem jobban -, mint őt. A történet végén Peter elmondja az igazat az ikreknek. Sarah hisz neki – főként azért, mert látta, ahogy Peter Gwen sírjából vesz DNS-mintát, holott, ha tényleg ő lenne az apjuk, ahogy Osborn állította, elég lett volna a sajátjával összevetnie őket -, de Gabriel nem. Gabriel beveszi a Zöld Manó formulát, és rövid időre Szürke Manóvá válik, de a röpdeszkája felrobban, és a tengerparton tér csak magához, semmire sem emlékezve a múltjából.
A múlt emlékei ennek a történetnek a folytatása (The Spectacular Spider-Man v2 #23-26, 2004. decembertől 2005. márciusig, Samm Barnes író és Scot Eaton rajzoló). Pókember felkeresi Sarah-t Párizsban, ahol a lány Gabrielt házi őrizetben tartja. Pókember és az Interpol segítségével Sarah elkap egy Dupres nevezetű bűnözőt, cserébe azért, hogy a kormány segítsen neki gyógymódot találni a gyors öregedésükre, amely neki és Gabrielnek állandó fejfájást okoz. A történet végére azonban Gabriel eltűnik.

### A múlt bűnei következményei
Straczynski később azt állította, hogy ő eredetileg Petert akarta Gwen gyerekei apjának, de a szerkesztők leszavazták az ötletét. Úgy érezték, hogy erősen öregítene Peteren, ha lenne két kamaszkorú gyermeke. A teljes szerkesztői gárda közös döntése volt, hogy Norman Osborn legyen az apa. Ezzel azonban létrejött néhány ellentmondás. A korábbi történetekben, például a 2002-es Spider-Man: Revenge of the Green Goblin című minisorozatban Norman Osborn azt állítja, hogy Harry az egyetlen fia. Azt mondja, hogy nincs örököse, mert a fia meghalt, az unokája, Normie pedig még túl fiatal, hogy az örökébe lépjen.
Straczynski azt állította a Newsarama nevű népszerű képregényes honlapnak írt levelében, hogy sajnálja, hogy a Múlt bűnei megjelent úgy, ahogy a Marvel kiadta. Remélte, hogy visszacsinálják, hogy a folytatólagosságon kívül helyezik, amikor eljutnak a Még egy nap című történethez. „Azt akartam, hogy a Gwen-ikreket vegyék ki a rendes Pókember-időfolyamból. Eleve úgy terveztem, hogy a Pókember-írásom egyik befejező történeteként én magam fogom ezt megtenni. De nem engedték, és ez nagyon felbosszantott. Úgy éreztem, hogy megtettek bűnbaknak - áthárították rám a felelősséget valamiért, amit nem követtem el.”
A Még egy nap úgy fejeződött volna be az eredeti tervek szerint, hogy Gwen Stacy-t feléleszti Mephisto valóságtorzító varázslata Harry Osbornnal együtt, de végül úgy döntöttek, hogy maradjon halott. A Még egy nap eseményei óta még nem világos, hogy A múlt bűnei vajon részei-e a folytatólagosságnak, vagy nem.

## Más verziók
A What If…? (Mi lett volna, ha...?) című képregénysorozat első szériájának 24. száma arról szól, hogy mi lett volna, ha Gwen túléli a végzetes zuhanást. Ebben Pókembernek sikerül megmentenie őt, mert ahelyett, hogy hálót lőne ki rá, inkább utána ugrik. A vízbe csapódást a saját testével tompítja Gwen számára, majd utána mesterséges lélegeztetésben részesíti. Gwen magához tér, de meglátja Petert maszk nélkül. Előbb megretten, hisz még mindig gyűlöli Pókembert amiatt, ami az apjával történt (tudja, hogy nem Pókember ölte meg, de mégis a fejébe vette, hogy ha Pókember nem létezne, akkor az apja még élne, azaz közvetetten felelős Stacy Kapitány haláláért), de Peter elmagyaráz neki mindent, ami Pókemberrel kapcsolatos, és a lány ezek után más színben lát mindent. Peter meg is kéri a kezét utána.
A Zöld Manóval való elkerülhetetlen összecsapás közben azonban Norman Osborn elméje kitisztul, amint látja, hogy fia, Harry, a védelmére kel mindazok ellenére, amit tett. De még korábban, bosszúból feladott egy levelet Pókember másik nagy ellenségének, J. Jonah Jamesonnak, amelyben megírta, hogy ki a Pókember. 
Így aztán Peter és Gwen esküvőjén Jameson rendőrökkel érkezett, és kinyomtatta az újságjában az igazságot. Mivel Pókembert akkor még körözte a rendőrség, menekülnie kellett, még az „igen” kimondása előtt. May néni a számára szörnyű hír hallatára szívrohamot kapott, és mentők vitték el. A történet végén Gwen Robbie Robertsonnal, a Hírharsona főszerkesztőjével távozik, aki megígéri Gwennek, hogy megtesz mindent, hogy Peternek segítsenek, és hogy végigjárja az összes tisztességes újságot, hogy olyan cikkek jelenhessenek meg Pókemberről, amilyet végre megérdemel. Az újságot Jameson képébe vágja azzal, hogy kilép a Hírharsonából, mert képtelen tovább együtt dolgozni egy olyan emberrel, aki egy ekkora gazságra képes.
A What If Spider-Man Had Kept His Six Arms? (Mi lett volna, ha Pókembernek megmarad a hat karja?) történetben Pókembernek szintén sikerült megmentenie Gwent a haláltól.
A What If: The Other (Mi lett volna, ha: A Másik) című sztoriban Peter Parker – aki itt Poisonnak nevezi magát -, a Venom szimbióta részeinek segítségével feltámasztja Gwen Stacyt, akiből ezek után Vérontó válik.
65-ös Föld
A 65-ös földön Gwen Stacyt csípte meg egy radioaktív pók, így ő lett dimenziójának Póknője. Eleinte a város elfogadta és szerette a Póknőt, ám Peter Parker - aki szeretett volna "különleges" lenni - egy szertől univerzumának Gyíkjává válik. Ám Peter nem tudja kontrollálni az erejét. Gwennek sikerült megállítani Petert, de a fiú a szertől meghalt. Ezután J. Jonah Jameson a Póknőt New York közellenségévé kiáltotta ki, és a rendőrség (így apja George Stacy is) körözi.

## Fordítás
Ez a szócikk részben vagy egészben  a   Gwen Stacy című angol Wikipédia-szócikk ezen változatának fordításán alapul.  Az eredeti cikk szerkesztőit annak laptörténete sorolja fel. Ez a jelzés csupán a megfogalmazás eredetét és a szerzői jogokat jelzi, nem szolgál a cikkben szereplő információk forrásmegjelöléseként.